# Туапсе-Сортировочная
Туапсе́-Сортиро́вочная — станция Туапсинского региона Северо-Кавказской железной дороги РЖД, расположена на севере города Туапсе Краснодарского края, Россия.